# Doryctes macrocaudus
Doryctes macrocaudus är en stekelart som beskrevs av Marsh 1969. Doryctes macrocaudus ingår i släktet Doryctes och familjen bracksteklar. Inga underarter finns listade i Catalogue of Life.